# Долна-Козница
Долна-Козница (болг. Долна Козница) — село в Болгарии. Находится в Кюстендилской области, входит в общину Невестино. Население составляет 79 человек.

## Политическая ситуация
Долна-Козница подчиняется непосредственно общине и не имеет своего кмета.
Кмет (мэр) общины Невестино — Димитр Иванов Стаменков (независимый) по результатам выборов.